# Jacob Latimore
Jacob O'Neal Latimore, Jr. mais conhecido como Jacob Latimore (10 de Agosto de 1996) é um cantor de R&B contemporâneo, dançarino e ator Americano.

## Biografia
Jacob Latimore nasceu em Milwaukee, é filho de Latitia Taylor e Jacob Latimore, Sr. Quando ele tinha apenas cinco anos de idade, ele assistiu ao filme The Temptations, e se apaixonou pela música. Ele passou semanas e semanas assistindo o mesmo filme, tentando memorizar as músicas e aprender todos os movimentos de dança. Os pais e tios de Jacob também foram musicalmente talentoso e incentivaram o seu interesse. Quando tinha nove anos de idade ele decidiu levar a música mais a sério e produziu sua primeira canção chamada “Best Friend”. Jacob já estava se apresentando em eventos e festivais em todo o estado.

## Carreira
O primeiro single de Jacob Latimore foi "Best Friend" e foi lançado em 2005.  Em 2006 foi lançado "Superstar". Em junho de 2014, ele lançou seu hit "Heartbreak Heard Around The World" com a participação de T-Pain.

## Influências
Jacob Latimore citou Usher, Ne-Yo, Chris Brown, Michael Jackson, Mario e The Temptations como influências. Ele também afirmou em muitos de seus vídeos do YouTube que qualquer pessoa no mundo vivendo seu sonho o inspira.

## Discografia

### Singles
- 2006:  "Bestfriends"
- 2007: "Superstar"
- 2010: "Like 'Em All" feat. Diggy Simmons
- 2011: "Nothing On Me"
- 2011: "Like 'Em All" (Versão para Rádio) feat. Issa
- 2012: "You Come First"
- 2012: "Slow"
- 2013: "Alone"
- 2013: "All Mine"
- 2014: "Heattbreak Heard Around the World" feat. T-Pain
- 2014: "What Are You Waiting For"
- 2015: "Ah Yeah" feat. Rico Love
- 2016: "Climb"
- 2016: "Remenber Me"

### Mixtapes
- 2012: "This Is Me"

## Filmografia

### Filmes
| Ano  | Filme                   | Papel               | Notas            |
| ---- | ----------------------- | ------------------- | ---------------- |
| 2010 | Vanishing on 7th Street | James Leary         |                  |
| 2013 | Black Nativity          | Langston            |                  |
| 2014 | Ride Along              | Ramon               |                  |
| 2014 | The Maze Runner         | Jeff                |                  |
| 2016 | Bilal                   | Bilal (adolescente) |                  |
| 2016 | Sleight                 | Bo Wolfe            |                  |
| 2016 | Collateral Beauty       | Tempo               |                  |
| 2018 | Doce argumento          | Bennet              | Original Netflix |
| 2019 | The last summer         | Alec                | Netflix          |
| 2023 | House Party             | Kevin               |                  |

### Televisão
| Ano  | Filme                  | Papel         | Notas                                           |
| ---- | ---------------------- | ------------- | ----------------------------------------------- |
| 2009 | One Tree Hill          | Kid #1        | 1 episódio: "Now You Lift Your Eyes to the Sun" |
| 2011 | So_Random!             | Ele mesmo     |                                                 |
| 2011 | Reed Between the Lines | Jacob         | 1 episódio: "Let's Talk About College Boys"     |
| 2012 | The Finder             | Trey jovem    | 1 episódio: "Life After Death"                  |
| 2014 | Survivor's Remorse     | Johnny Miller | 1 episódio: "How to Build a Brand"              |